# 中国人民抗日戦争紀念館

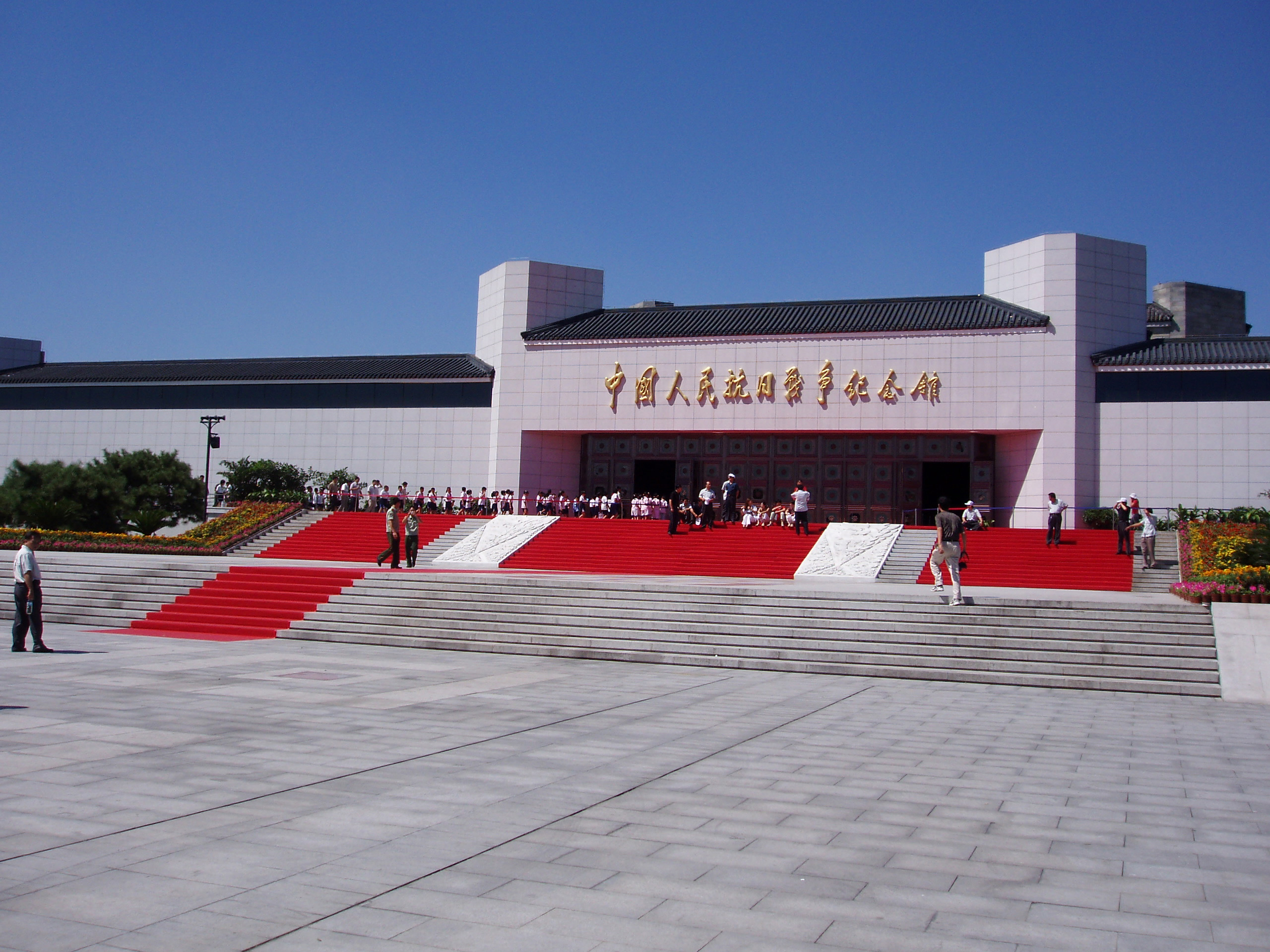

中国人民抗日戦争紀念館（ちゅうごくじんみんこうにちせんそうきねんかん）は、中華人民共和国北京市豊台区にある戦争記念館。中国国家一級博物館。

## 概要
盧溝橋のほとりに位置する。習仲勲らが指示し、1987年に開館した。1995年には村山富市首相が訪問、2001年には小泉純一郎首相、2015年には公明党の山口那津男代表が訪問している。